# Tabanus sasai
Tabanus sasai är en tvåvingeart som beskrevs av Watanabe och Takahasi 1971. Tabanus sasai ingår i släktet Tabanus och familjen bromsar. Inga underarter finns listade i Catalogue of Life.